# Аквапорин 10
Аквапорин 10 — белок группы аквапоринов, водный канал, играет важную роль в транспорте воды в верхних отделах тонкого кишечника. Проницаем для воды и глицерина.

## Структура
Подобно другим аквапоринам аквапорин 5 является тетрамерным интегральным белком. Мономер состоит из 301 аминокислот.

## Тканевая специфичность
Белок экспрессирован исключительно в двенадцатиперстной и тощей кишке. Наиболее высокий уровень находится во всасывающих клетках эпителия на кончиках ворсинок.